# Santa Cristina de Figueiró

Santa Cristina de Figueiró é uma localidade portuguesa do Município de Amarante que foi sede da extinta Freguesia de Santa Cristina de Figueiró, freguesia que tinha 4,27 km² de área e 1 370 habitantes (2011), e, por isso, uma densidade populacional de 320,8 hab/km².
A Freguesia de Santa Cristina de Figueiró foi extinta em 2013, no âmbito de uma reforma administrativa nacional, tendo sido agregada à freguesia de Santiago de Figueiró, para formar uma nova freguesia denominada União das Freguesias de Figueiró (Santiago e Santa Cristina) com sede em Santiago.

## População
| População da freguesia de Figueiró (Santa Cristina) | População da freguesia de Figueiró (Santa Cristina) | População da freguesia de Figueiró (Santa Cristina) | População da freguesia de Figueiró (Santa Cristina) | População da freguesia de Figueiró (Santa Cristina) | População da freguesia de Figueiró (Santa Cristina) | População da freguesia de Figueiró (Santa Cristina) | População da freguesia de Figueiró (Santa Cristina) | População da freguesia de Figueiró (Santa Cristina) | População da freguesia de Figueiró (Santa Cristina) | População da freguesia de Figueiró (Santa Cristina) | População da freguesia de Figueiró (Santa Cristina) | População da freguesia de Figueiró (Santa Cristina) | População da freguesia de Figueiró (Santa Cristina) | População da freguesia de Figueiró (Santa Cristina) |
| --------------------------------------------------- | --------------------------------------------------- | --------------------------------------------------- | --------------------------------------------------- | --------------------------------------------------- | --------------------------------------------------- | --------------------------------------------------- | --------------------------------------------------- | --------------------------------------------------- | --------------------------------------------------- | --------------------------------------------------- | --------------------------------------------------- | --------------------------------------------------- | --------------------------------------------------- | --------------------------------------------------- |
| 1864                                                | 1878                                                | 1890                                                | 1900                                                | 1911                                                | 1920                                                | 1930                                                | 1940                                                | 1950                                                | 1960                                                | 1970                                                | 1981                                                | 1991                                                | 2001                                                | 2011                                                |
| 859                                                 | 837                                                 | 931                                                 | 887                                                 | 916                                                 | 948                                                 | 958                                                 | 1 080                                               | 1 194                                               | 1 261                                               | 1 265                                               | 1 216                                               | 1 474                                               | 1 532                                               | 1 370                                               |

| Distribuição da População por Grupos Etários | Distribuição da População por Grupos Etários | Distribuição da População por Grupos Etários | Distribuição da População por Grupos Etários | Distribuição da População por Grupos Etários | Distribuição da População por Grupos Etários | Distribuição da População por Grupos Etários | Distribuição da População por Grupos Etários | Distribuição da População por Grupos Etários | Distribuição da População por Grupos Etários |
| -------------------------------------------- | -------------------------------------------- | -------------------------------------------- | -------------------------------------------- | -------------------------------------------- | -------------------------------------------- | -------------------------------------------- | -------------------------------------------- | -------------------------------------------- | -------------------------------------------- |
| Ano                                          | 0-14 Anos                                    | 15-24 Anos                                   | 25-64 Anos                                   | > 65 Anos                                    |                                              | 0-14 Anos                                    | 15-24 Anos                                   | 25-64 Anos                                   | > 65 Anos                                    |
| 2001                                         | 341                                          | 242                                          | 782                                          | 167                                          |                                              | 22,3%                                        | 15,8%                                        | 51,0%                                        | 10,9%                                        |
| 2011                                         | 256                                          | 184                                          | 730                                          | 200                                          |                                              | 18,7%                                        | 13,4%                                        | 53,3%                                        | 14,6%                                        |